# Barbing
Barbing – miejscowość i gmina w Niemczech, w kraju związkowym Bawaria, w rejencji Górny Palatynat, w regionie Ratyzbona, w powiecie Ratyzbona. Leży około 7 km na wschód od Ratyzbony, nad Dunajem, przy autostradzie A3 i drodze B8.

## Dzielnice
W skład gminy wchodzą następujące dzielnice:
- Altach
- Auburg
- Barbing
- Eltheim
- Friesheim
- Illkofen
- Sarching